# Hedvig Charlotta Nordenflycht
Hedvig Charlotta Nordenflycht est une poétesse suédoise née le 28 novembre 1718 à Stockholm et morte le 29 juin 1763. Elle est l'une des premières femmes suédoises à vivre de sa plume, et son engagement en faveur des droits des femmes lui vaut d'être considérée comme l'une des premières féministes du pays.

## Biographie
Née en 1718  à Stockholm,, fille d'Anders Andersson Nordbohm, comptable au Kammarkollegium, et de Christina Rosin, Hedvig Charlotta Nordenflycht grandit dans cette ville jusqu'en 1731, date à laquelle elle part vivre dans la résidence familiale de Viby. 
Elle se fiance en 1734 avec un enseignant, Johan Tideman, qui meurt trois ans plus tard. 
Nordenflycht se marie en 1741 avec un pasteur, Jacob Fabricius, et s'installe avec lui à Karlskrona, mais il meurt après quelques mois de mariage,,. La jeune femme s'installe dans une petite maison sur l'île de Lidingö, dans l'archipel de Stockholm,,. C'est durant son deuil qu'elle écrit le recueil de poèmes, Den sörgande Turtur-dufvan, qui rencontre le succès à sa publication en 1743,,. 
Elle revient ensuite à Stockholm, y vivre de sa plume. Durant toute sa carrière de poétesse, elle s'intéresse de près aux débats politiques et religieux de son temps, dénonçant l'oppression des femmes et défendant leur droit à l'éducation.
Ses derniers poèmes, rédigés en 1762-1763, décrivent sa passion pour un jeune économiste, Johan Fischerström, de vingt ans son cadet, et le triangle amoureux qu'ils forment avec la comtesse Catherine Charlotte De la Gardie. Elle meurt en 1763,,.